# For Whom the Bell Tolls
For Whom the Bell Tolls – singel zespołu Metallica z albumu Ride the Lightning z 1984 roku. Utwór został skomponowany przez Jamesa Hetfielda, Larsa Ulricha i Cliffa Burtona.
Utwór rozpoczyna się i kończy uderzeniami dzwonów, podobne wstępy mają m.in. „Black Sabbath” zespołu Black Sabbath, czy też „Hells Bells” zespołu AC/DC. Chromatyczny wstęp często bywa mylony z gitarą elektryczną. W rzeczywistości gra go Cliff Burton na gitarze basowej korzystając przy tym z efektów gitarowych, by osiągnąć zniekształcenie dźwięku oraz pedału wah-wah. Po wstępie Burton z gitarą basową usadawia się w stałym trójwierszowym rytmie.
Tekst piosenki napisany został na podstawie rozdziału z powieści Ernesta Hemingwaya, „For Whom the Bell Tolls” („Komu bije dzwon”), w którym pięciu republikańskich żołnierzy podczas hiszpańskiej wojny domowej próbuje uciec Frankistom z ukradzionymi końmi, zostają jednak zabici przez wrogi samolot na wzgórzu, na którym zostali otoczeni.
Pierwsza solówka na gitarze elektrycznej grana przez Kirka Hammetta jest bardzo podobna do tej którą gra Tony Iommi na koniec piosenki zespołu Black Sabbath, „Fairies Wear Boots” z albumu Paranoid z 1970 roku.
Utwór jest niemal zawsze grany na koncertach zespołu. Podczas wykonywania tej piosenki na żywo przez Metallikę tradycyjnie zaczyna się ona od solówki na basie jako hołd dla Cliffa Burtona.
Piosenka została wykonana z orkiestrą symfoniczną i jest zawarta na albumie S&M. Została zagrana nieco szybciej, dlatego też jest 20 sekund krótsza od wersji z Ride the Lightning. Utwór znalazł się również na Live Shit: Binge & Purge.
„For Whom the Bell Tolls” został zagrany 30 września 2000 roku w Katowicach na zlocie fanów Metalliki. Na okładce płyty z tego koncertu przekręcono nazwę piosenki („For Whom the Bells Tolls”) i nazwisko Cliffa (Burton).
Fiński zespół Apocalyptica zamieścił na swoim albumie Inquisition Symphony w 1997 roku nieco skróconą wersję tej piosenki zagraną na samych wiolonczelach. Na albumie znalazły się również 3 inne utwory Metalliki.
„For Whom the Bell Tolls” doczekał się również wersji techno. Nagrał ją DJ Spooky i została umieszczona na ścieżce dźwiękowej do filmu Spawn.
Część utworu znalazła się również w początkowych scenach filmu „Zombieland” oraz „Triple Frontier”

## Twórcy

### Wykonawcy
- James Hetfield – śpiew, gitara rytmiczna
- Lars Ulrich – perkusja
- Cliff Burton – gitara basowa
- Kirk Hammett – gitara prowadząca

### Produkcja
- Nagrywany i miksowany w Sweet Silence Studios w Kopenhadze, Dania
  - Producent: Metallica
  - Asystenci: Flemming Rasmussen, Mark Whitaker
  - Inżynier: Flemming Rasmussen
- Masterowany w Masterdisku w Nowym Jorku, USA przez Boba Ludwiga